# Норт-Ист Юнайтед
«Норт-Ист Юнайтед» (NorthEast United FC) — индийский футбольный клуб из Гувахати. Выступает в Индийской суперлиге.

## История
Официально основан 15 августа 2014 года, как одна из восьми «франшиз» вновь созданной лиги. Владельцем клуба стал индийский актёр Джон Абрахам. Среди зарубежных игроков, выступавших за клуб в сезоне-2014, — особо выделяются Жоан Капдевила (победитель чемпионатов мира и Европы) и Александрос Цорвас, также имеют опыт выступлений в сильных национальных лигах мира Коке, Лео Бертос, Айзек Чанса и Корнелл Глен. Были привлечены и некоторые другие иностранцы; играли в команде и индийцы (игроки из I-League — собственно чемпионата Индии, в том числе игроки сборной Индии).
Команда заняла последнее место по итогам 14-ти туров «регулярного» первенства лиги.